# Chris Addison
Pour les articles homonymes, voir Addison.
Chris Addison, né le 5 novembre 1971 à Didsbury, Manchester, est un humoriste, écrivain et acteur anglais.
Il est connu pour ses spectacles qui seront adaptés à la BBC Radio 4. Il est également connu pour son rôle dans la troisième génération de Skins dans le rôle de David Blood.

## Éducation
Élevé a Worsley, Manchester Chris Addison a assisté à la Grammar school de Manchester. Il a ensuite étudié a l'Université de Birmingham d'où il sort diplômé en 2004.

## Filmographie

### En tant qu'acteur
| Année       | Genre           | Titre           | Rôle              |
| ----------- | --------------- | --------------- | ----------------- |
| 2008        | Série Télévisée | Lab Rats        | Dr. Alex Beenyman |
| 2009        | Film            | In the Loop     | Toby Wright       |
| 2005 → 2012 | Série Télévisée | The Thick of It | Oliver Reeder     |
| 2010 → 2011 | Série Télévisée | Skins           | David Blood       |
| 2014        | Série Télévisée | Doctor Who      | Seb               |

### En tant qu'écrivain
| Année | Genre           | Titre                     | Notes      |
| ----- | --------------- | ------------------------- | ---------- |
| 2002  | Série Télévisée | TV Burp                   | 2 épisodes |
| 2004  | Téléfilm        | 2004 : The stupid version | x          |
| 2008  | Série Télévisée | Lab Rats                  | 6 épisodes |
| 2011  | Série Télévisée | My funniest year          | x          |

### En tant que réalisateur
- 2019 : Le Coup du siècle (The Hustle)

## Rôles

### Skins: David Blood
Nouveau proviseur du lycée de Bristol apparu à partir de la saison 4. Il est très strict et très soucieux de l'image de son établissement, n'hésitant pas à renvoyer les élèves pouvant l'entacher. C'est aussi le père de Grace.